# گلنویو (کنتاکی)
گلنویو (به انگلیسی: Glenview) شهری در ایالت کنتاکی کشور ایالات متحده آمریکا است که جمعیت آن در سرشماری سال ۲۰۱۰ میلادی، ۵۳۱ نفر بوده‌است.